# Đuro Maričić
Đuro Maričić (Hašani,  13. studenog 1934. – Sisak, 31. ožujka 2018.),ugledni književnik, diplomirani inženjer, društveni i sportski radnik, humanist, naučni istraživač i teoretičar književnosti.

## Biografija
Rođen je 13. studenog 1934 godine u Hašanima, kod Bosanske Krupe, BiH, od oca Petra i majke Danice, rođene Banjanin. Četiri razreda osnovne škole završio je u Hašanima, Nižu trogodišnju realnu gimnaziju u Bosanskoj Krupi, Višu realnu gimnaziju u Zagrebu. Oslobođen je polaganja obje mature. U Zagrebu je 1962.g. diplomirao na Elektrotehničkom fakultetu slabu struju, a zatim studirao na Fakultetu ekonomskih nauka, prvi stupanj, VŠ. Završio je školu stranih jezika- Njemački jezik. Govori engleski, ruski i njemački .
U osamnaestoj godini, za vrijeme školskih praznika, tri mjeseca je studirao Einsteinovu Teoriju relativiteta, a godinu dana kasnije Freudov Uvod u psihoanalizu .
Radio je kao vrlo uspješan dizajner mjernih i upravljačkih uređaja u Zagrebu u firmi ATM. Njegov najvažniji projekt bio je na S & M peći u Željezari u Smederevu, dovršen 1966. godine. Iste je godine prelazi u INA Rafineriju nafte u Sisku gdje je završio vrlo uspješnu radnu karijeru kao glavni tehnolog mjerno- regulacionih uređaja. Odlazi u mirovinu 1. listopada 1992.
Živio je u blizini Siska u selu Žažina i bavio se književnim radom. Objavio je 45 knjiga. Pored poezije za djecu i odrasle, piše kritiku književnosti za djecu i odrasle, priče, romane, aforizme i putopise, znanstvenoistraživačke radove iz šaha i književnosti, kao i teoretske radove s područja književnosti. Surađuje ili je radio u više od 60 novina, časopisa, radio i TV postaja u bivšoj Jugoslaviji. Časopisi za djecu objavili su više od 260 pjesama i značajan broj priča. Objavljuje ih u elektronskim časopisima Nosorog (Banja Luka), Diogen pro kultura magazin (Sarajevo), Balkan-Sehara, Književna Sehara (Pariz), Suština poetike (Srbija), Zavetina (Beograd).
Pokrenuo je poznatu književnu manifestaciju Ćopićeve staze djetinjstva. Pridonio je Leksikonu jugoslavenskih pisaca koji je objavila Matica Srpska u Novom Sadu. Dobrovoljni darivatelj krvi je 50 puta, sudjeluje u nekoliko dobrovoljnih radnih akcija.
Šport i šah su Maričićevi hobiji. Bio je predsjednik Predsjedništva šahovske federacije Hrvatske u razdoblju od 1982. do 1984. godine. godine. Sudio je niz šahovskih natjecanja na domaćoj i međunarodnoj razini. Međunarodni je šahovski sudac, sudio je Omladinsku šahovsku Balkanijadu, u Predeal, Rumunjska, 1987. godine, i na pet šahovskih olimpijada, Malta 1980; Solun, Grčka, 1984; Dubai, Ujedinjeni Arapski Emirati, 1986; Solunu, Grčkoj, 1988. i Novom Sadu, Srbiji 1990. godine.
Maričić već dugi niz godina provodi dječju kreativnost. Napisao je kritike, aforizme, putopisne knjige, priče za djecu i odrasle, te poezije za odrasle. Maksimalno je dao poeziju za djecu, u kojima ima stotinu antologijskih pjesama, daleko više od bilo kojeg hrvatskog pjesnika. Sa Zmaj Jovom Jovanovićem i Grigorom Vitezom čini vrh poezije za djecu na prostoru bivše Jugoslavije. Priroda je neiscrpni izvor inspiracije. U poeziji je napravio zanat, pa su njegove pjesme neočekivano i vrlo učinkovite. Njegovi fascinantni kratki opisi prirode u stihovima i prozi fascinirani su, s izvanrednim metaforicima. Njegove kratke priče o životinjama nisu jednake, jedinstveno ne samo u Hrvatskoj nego i u svjetskoj književnosti. Njegova privrženost i razumijevanje, blizina prirodi, vrstan je fenomen.
I među pjesmama za odrasle postoji desetak antologijskih, i među ljubiteljima, kao i među angažiranim i pjesmama s temom iz prirode.
U svojoj 77. godini prihvatio je rad na romanu. I pokazalo se da je to neka vrsta fenomena. Njegov prvi roman, Genijalan pas SITI, došao je do izvrsnog primanja kritike. Trilogija Krajisla slijedila je oko 1.500 stranica. U prva tri romana, koja se može smatrati knjigom u tri dijela, o dječaku Draganu Saviću predstavljaju trilogiju namijenjenu djeci. Tako je postigao trilogiju.
Maričićevi turistički časopisi u Jugoslaviji i svijetu su posebni. Tako su oduševili svog zemljaka u Kanadi, piscu Simju Jelcu, kako bi ih odmah prevesti na engleski. Valja napomenuti da je Maričićev književni opus, 45 knjiga, vrlo jednolike kvalitete, umjetničke na visokoj razini.
Zanimljivo je da je Maričić, s 82 godine, još uvijek proizvodi visokokvalitetna djela. Njegov stil je jednostavan, prozračan, tečan, jednostavan za čitanje. Jezikom je sočan, bogat.
U Sisku je osnovao aktivne književnike i bio je dugogodišnji tajnik, inicijator svih njegovih aktivnosti, suradnja s pisacima iz Rijeke i Banje Luke. Počeo je i uredio Trenutak poezije na popisu prerade.
Kao osmogodišnji dječak, bio je početkom 1943. godine u
u fašističkom logoru u Cazinskoj krajini.
Zbog velike ljubavi prema šahu bilo mu je važno da njegovi unuci nauče igrati šah, te ih je počeo učiti ovoj igri od najranije dobi.

## Životopis rada
Kao srednjoškolac, radio je dva mjeseca na Sljemenu, u Žičari Sljeme, kako bi popunio kućni proračun. Kasnije i dva mjeseca u društvu Jelen. Tijekom studija radio je 9 mjeseci i 16 dana kao stražar u riječkoj podružnici Metalpromet u Zagrebu. Kraće vrijeme, prije odlaska u JNA, radi na izučavanju prijelaznih pojava kod otpornih termometara, a po povratku postaje, nakon tri godine, najbolji projektant Mjerno-regulacijskih uređaja u ATM-u u Zagrebu. Njegova inženjerska karijera nastavlja se u INA Rafineriji nafte u Sisku, s velikim rezultatima, u Odjelu za instrumentaciju. Nakon pet godina, kada temeljito uvodi rad apstrakcije, umjesto improvizacije, uvodi Planove remonta, ulaganja i tekuće održavanje, obrazovanje, stalnu imovinu.
Redovito sudjeluje na seminarima i stručnim znanstvenim skupovima JUREMA i elektroničkom obradom podataka svake godine. 
Godine 1968., u američkoj tvrtki Perkim & Elmer, u Uberlingenu, Njemačka, pohađao je tečaj za održavanje laboratorija analizatora. Godine 1972. u Bopp & Reuteru, u Meinheimu, Njemačka, volumeni su preuzeti kako bi se izmjerilo utovar cisterni za auto i željeznice. Pripremio je preliminarni dizajn zgrade Odjela za instrumentaciju.
U svibnju 1977. u svibnju je vodio grupu poslovnih ljudi iz Rafinerije u Englesku kako bi saznali o elektroničkom uređaju TDC 2000, američkoj tvrtki Honeywell, kako bi pokrenuli proces u kombinaciji pogona KP 6 iz komandne trgovine. Iste je godine u srpnju vodio grupu odgajatelja o obrazovanju o ovom uređaju i prevedivala ih pet tjedana, jer nisu znali engleski jezik. U prosincu iste godine, preuzima uređaj u Engleskoj, s kojim, modificirani, Amerikanci pokreću rakete u orbiti.
Maričić je inovator. Dizajnirano je prilagođeno grlo za žarulje na vodonepropusnom staklu kako bi se mogli koristiti domaće, a ne uvezene žarulje. Rekonstruirao je ronilačku jedinicu engleske tvrtke Masoneilan, konstruirao zračni motor za rotirajuće krilo na hladnjaku zraka.
Povukao se u ratno doba, 1. listopada 1992. godine, nakon što je zamijenjen novim političkim skupom s pozicije načelnika Tehnološke pripreme Odjela za instrumentaciju, u kojem je radio 17 inženjera i tehničara.

## Društvena aktivnost
U Dubravi, Zagreb, 1957. godine, 23. godine, Đuro Maričić inicirao je neiskorišteni dom kulture da se otvori za mlade. Nakon toga, osnovana su mnoga odjela i sportski klubovi. Aktivirao se u rukometnom klubu koji u to vrijeme nije imao sedam igrača, pa je morao igrati. U godini, klub je postao jedan od prvih dviju klubova u Zagrebu i pridružilo se 42 igrača.
Slično se dogodilo i u Sisku. Inicirao je da se mrtvi Rafinerijski dom otvori za aktivnost mladih radnika. Uslijedilo je osnivanje šahovskog kluba i drugih sportskih i kulturnih sekcija. U Zagrebu je računan kao značajan budući društveni radnik. Takav se pokazao i u Rafineriji Sisak. Uskoro je postao predsjednik sindikalne podjele Odjela za instrumentaciju, Elektrotehničkog odjela i Stare mehaničke radionice. Inicira osnivanje šahovskog kluba "Nafta", kasnije Ine i književnog odsjeka, kasnije književnog kluba "Ivan Goran Kovačić" i inicira izdavačku djelatnost u kojoj djeluje kao vođa i urednik.
Maričić se bavi i drugim područjima društvene djelatnosti. Postaje član Radničkog savjeta Rafinerije i Predsjednik Konferencije Saveza komunista OOUR Održavanje. Naročito je zapaženo njegovo držanje kada su u Hrvatskoj 1971. godine izbili nemiri. Tada je njegov autoritet zbog korektnosti vidno porastao. Otvorila mu se mogućnost političkog napredovanja. Postao je potpredsjednik SIZ-a za kulturu grada Siska. Kao utjecajan čovjek, radio je u Rafinerijskom vijeću radnika kako bi stavio knjižnicu Sisak u hotel Samački, u rimskoj ulici. Spriječio je prodaju prostorija stare knjižnice u Kranjčevićevoj ulici u kojoj je sada Dječji odjel.
Godine 1973. Maričić je pohađao političku školu u Poreču. Te godine je ocijenio da mu politička perspektiva ima neprihvatljiva ograničenja. Pored toga što je, izvanredno studirajući, apsolvirao drugu godinu Fakulteta ekonomskih znanosti, i želje da do svoje 45. godine završi i faklulteta političkih znanosti, on donosi odluku da se postupno povuče iz politike i posveti samo svojim hobijima, šahu i književnosti.
Godine 1987., zbog napetosti u Odjelu za instrumentaciju, Đuro je napustio Savez komunista. To više nije njegova organizacija idealista. Nijedan pritisak nije mogao probiti ga da to učini.

## Šahovska aktivnost
Đuro šah naučio u 13. godini, u Đačkom domu u Bosanskoj Krupi gledajući preko kako igraju stariji učenici. Odmah je postao najbolji igrač u Domu. U Zagrebu 1950. godine postao je član Šah. klub "Grafičar". Igrao je za školsku reprezentaciju i Fakultet elektrotehnike.
Kad je došao u Sisak, u tom gradu nije postojao šahovski klub. Pokrenuo je osnivanje šahovskog kluba "Nafta", kasnije INA. Postao je njegov prvi predsjednik. Bio je jedan od osnivača regionalne šahovske udruge za Banija, Kordun i Lik, njegov prvi tajnik. Počeo je i uređivao šahovski BILTEN tog saveza, prvi u Hrvatskoj. Kada je broj šahovskih klubova u Sisku porastao na deset, pokrenuo je osnivanje Gradskoga odbora za šah.
U početku, Maričić je igrao za šahovski klub, a kasnije se bavio samo organizacijom i suđenjem. Prošao je sudski ispit za republikanskog suca 1974. godine, za Federalni 1980. međunarodni, postao je sudac FIDE 1984. godine.
Sudio je niz domaćih i međunarodnih natjecanja, od kojih je najvažniji: glavni sudac 1984. godine na Međunarodnom šahovskom festivalu šahovske federacije Jugoslavije, Kup maršala Tita, s više od 4.000 sudionika; pet šahovskih olimpijada: Malta 1980; Solun, 1984; Dubai, Ujedinjeni Arapski Emirati 1986; Solunu 1988. i Novom Sadu 1990. godine; bio je šefom suca na Balkanu mladih šaha 1987. godine u Predealu u Rumunjskoj.
Godine 1988. organizirao je i sudio prva dva međunarodna šahovska natjecanja u Sisku: SISAK. i SISAK 1989. godine.
Osam je godina bio član Izvršnog odbora i Predsjedništva Hrvatske šahovske federacije. 1982 - 1984 predsjednik Predsjedništva šahovske federacije Hrvatske i zamjenik predsjedatelja hrvatskog Predsjedništva u šahovskoj federaciji Jugoslavije. Tijekom tog razdoblja bio je član ili predsjednik raznih odbora tog saveza. Napisao je prva pravila šahovskog turnira u Hrvatskoj.
Šahovska karijera Đure Maričića zaključena je monumentalnom knjigom Zlatnog doba šaha u Sisku, objavljenom 2015. godine, čime se čuva više od 600 imena sisačkih građana. Oblik enciklopedije, u boji, do 500 stranica.
Kao novinar, o šahu na području Banije, Korduna i Lika napisali su na listi Rafinerije, beogradskoj politici i raznim biltenima šaha koji je vodio i uređivao.
Donio je bogatu arhivu šaha Državnom arhivu u Sisku. Nažalost, iz svog materijala, nestao je najdragocjeniji, u svijetu jedinstven dokument, autogrami svih velemajstora, sudaca i organizatora s olimpijskih igara 1980. na Malti. Samo je Đuro, koji je bio jedan od sudaca za, prikupio ove autograme. Stoga, ovaj dokument nije mogao biti objavljen u Đurinoj knjizi Zlatno doba šaha u Sisku.

## Djela

### Poezija Knjige za djecu
- Teta bez autoriteta, 1977;
- Zbogom Esma, 1980;
- Balada o 7 prijatelja, 1985.
- Lov u Sahari, 1998
- 10 ludih dječaka, 1999;
- Raslo u jajetu pile, izbor, 2002
- Blue Drum, Poetry Choice, 2004;
- Odabrane pjesme i priče, 2008.
- Kako rastu djeca, izbor, 2010.
- Pidžama za žirafu, izbor, 2017

### Proza za djecu i odrasle
- Priče o životinjama, 2007 .;
- Genijalan pas SITI, roman, 2011;
- Genijalan pas SITI, roman, proširena verzija;
- Dječak s sunčanih brežuljaka, roman, 2012;
- Dječak pod sretnom zvijezdom, roman, 2012;
- Dječakova sjajna zvjezda, roman, 2012;
- Stvaranje nove Europe, roman, 2014 .;
- Rađanje grada, roman, 2015;
- Ljudi u bjelim kutama, Priče, 2015;
- Monteri, roman, 2016;
- Priče iz kreveta, 2017;
- Redatelj, Priče, 2017.

### Poezija za odrasle
- Žena uz rijeku, 1989;
- Šah i stih, s D. Laptosevic, 2011;
- Disanje na škrge, 2013;
- Vučja vremena, 2013;
- Rukavima, 2013;
- Može, ali sa sramom, 2013 .;
- Vjenčanje bez svjedoka, 2013;
- Prosijane pjesme, 2016.

### Afroizmi i anegdote
- Kape hladnog srca, 2009;
- Anekdota o piscu Đuri Maričić, pseudonim Dragan Savić, 2014.

### Kritika
- Djetinjstvo u knjigama, literatura za djecu, 2012;
- Pismo Knjige, Literatura za odrasle, 2013;
- Kritika moje knjige, 2016;
- Svjetlo knjiga, 2016

### Znanstveni radovi
- Bibliografija, 1945-2005, 2014;
- Cvjetna livada djetinjstva, antologija, 2014;
- Zlatno doba šaha u Sisku, 2015;
- Na (t)pragu genijalnosti - monografija Grigora Viteza

### Putopisi
- Dodir ljepote, putopisni put preko Jugoslavije;

- Moja strana svijeta putuje u inozemstvo;

- Dodir ljepote, napisan Sim Jelacom

### Knjige prevedene na engleski
- Priče o životinjama, New York, 2012.
- Kako djeca rastu, London, 2013

## Nagrade
- Prva nagrada grada Zagreba, kao srednjoškolac, za esej Idejna i estetska analiza pjesme "Početak bune protiv dahija", na natječaju povodom proslave 150 - godišnjice Prvog srpskog ustanka, 1954. godine;
- Druga nagrada "Džepnog magazina", Zagreb, na općejugoslavenskom natječaju za kratku priču Vukovi, u studentskim danima, 1957. godine;
- Republička, danas državna nagrada 1975. godine, za putopise po Jugoslaviji, objavljena u sisačkom listu "Kurir", ukrao je urednik;
- Zlatna ploča Šahovske federacije Hrvatske, povodom 30. godišnjice osnivanja Šahovske federacije Hrvatske, 1978. godine;
- Prepoznavanje Federacije za fizičku kulturu Hrvatske, 30 godina rada na unapređenju tjelesne kulture;
- Srebrnjak Hrvatski Crveni križ u znak zahvalnosti za 50 puta darovao krv;
- Srebrna ploča za suđenje u Olimpijadi šaha u Novom Sadu, 1990;
- Poster Udruge za fizičku kulturu Grada Siska, za plodnu antiku u šahu;
- Zlatna plaketa INA Rafinerija nafte Sisak za djelatnost u Sportske igre radnika, 1973;
- Srebrna plaketa Crvenog križa u Sisku za 25 dobrovoljnih donacija krvi;
- Srebrna ploča za suđenje u Olimpijadi šaha u Novom Sadu, 1990. Zahvale Gradskog vijeća Grada Siska za iznimna postignuća iz područja dječje književnosti i razvoj šaha na području grada Siska u 2010. godine